# Друге болгарське царство
43°04′00″ пн. ш. 25°39′00″ сх. д. / 43.06666667° пн. ш. 25.65° сх. д.
Друга болгарська держава (болг. Втората българска държава), Друге болгарське царство (болг. Второ българско царство) або Друга болгарська імперія — історіографічна назва для середньовічної болгарської держави, яка існувала в 1185-1396 роках. Постала після антивізантійського повстання приблизно з 1185 року. У 1396 році завойована Османською імперією.

## Назви
Сучасники найчастіше використовували назву Болгарія. За часів правління Калояна болгар іноді називають волохами. Папа Іннокентій III та інші іноземці, такі як наприклад латинський імператор Генріх I Фландрський в офіційних листах згадує державу, як Болгарію і Болгарську Імперію.
У сучасній історіографії ця держава має такі назви, як Друге болгарське царство, Друга болгарська імперія та Друге болгарське королівство (на відміну від Першого Болгарського царства). Також зустрічається альтернативний варіант, як наприклад Імперія Волохів та Болгар, різні варіанти якого включають Волосько-Болгарське царство, Болгаро-Волоське царство або Румунсько-Болгарське царство (остання наявна тільки в румунській історіографії).

## Передмова
Болгарія стала частиною Візантії з 1018 року, після розгрому Першого болгарського царства. Болгарська церква була підкорена Костантинопольському патріарху, багато знатних родів були переселені в азійську частину імперії. Болгари постійно піднімали повстання проти Візантії, але всі вони були подавлені.

## Брати Іван, Тодор і Калоян
Повстання братів Петра, Івана Асеня і Калояна відновило болгарську державність приблизно з 1185 року. Брати Іван Асен I і Петро IV стали співправителями. Військові дії в основному вели під керівництвом Івана Асеня I, який показав себе блискучим полководцем і просував свої війська там, де були відсутні візантійські, тим самим легко захоплюючи області та міста. Знову ставши незалежною, держава швидко набирала міць. Брати Іван та Петро пропонували навіть військову допомогу військам III Хрестового походу для безпечного проходження через візантійські території. Після загибелі обох братів престол зайняв їхній молодший брат — Калоян.
Калоян показав себе блискучим правителем, його здібності і талант ані трохи не поступалися його старшим братам. Він заявив, що буде мститися за криваві розправи над болгарами імператора Василія II. У роки його правління болгарські війська не зазнавали поразок, на поле бою він майже завжди перемагав. Найвидатнішою з-поміж його битв стала битва під Адріанополем, де його війська розгромили армію IV Хрестового походу і в результаті якого потрапив у полон тодішній імператор новоствореної Латинської імперії. За роки його правління Болгарське царство настільки зміцніло, що перед взяттям Костянтинополя хрестоносцями в 1204 році, він запропонував 100-тисячну армію ватажкам хрестоносного війська, якщо вони визнають його імператорський титул і суверенітет Болгарського царства.

Всі троє братів показали себе талановитими правителями і загинули в результаті битв, тільки смерть царя Калояна у битві заперечують деякі історики, так як за різними джерелами він загинув або у результаті перевороту, або через недовгу хворобу.

## ПравлінняБоріла
Після смерті Калояна на престол вступає цар Боріл. Історики припускають, що він був одним з організаторів змови проти Калояна. Після сходження на престол він починає гоніння на династію Асенів. Можливим претендентам на престол доводиться рятуватися втечею — серед них і майбутній цар Іван Асен II, син Івана Асеня I. Він тікає спочатку до половців, а потім — у Галицько-Волинське князівство. Правління Боріла характеризувалося повною дестабілізацією країни. Ряд феодалів проголосили свою незалежність, і Боріл розгубив багато з територій, що були відвойовані братами з династії Асенів (зокрема території навколо Пловдива, Белграда, Браничева та Ниша). Був скинутий з престолу у 1218 році, законним царем став Іван Асен II.

## ПравлінняІвана Асеня II

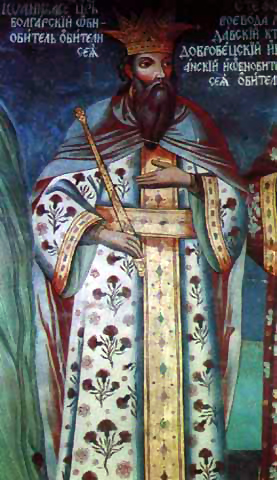
Цар Іван Асен II

У 1217 році із загоном найманців він повертається до Болгарії, бере Боріла в облогу в Тирново на 7 місяців, і, після падіння столиці, захоплює владу в країні. У 1218 році його проголошують болгарським царем.
Іван Асен II розуміє переваги династичних шлюбів, і з угорським королем Андрієм II був укладений шлюбний контракт між болгарським царем і дочкою Андрія II — Анною-Марією Угорською. Як придане Іван Асен II отримує спірні території — Бранічево та Белград. Його політика укладення династичних шлюбів для отримання територій, забезпечуючи гарні відносини з союзниками, робить Болгарію однією з найпотужніших країн континенту у цей період.
Іван Асен ІІ уклав договір з епірським деспотом Теодором Комніним проти Латинської імперії. Іван Асен II заключає династичний шлюб між однією з його дочок і Теодором Комніним, забезпечивши собі тимчасовий захист на південних кордонах царства.
Після смерті латинського імператора Роберта в 1228 році, на престол Латинської імперії мав зійти його малолітній брат Болдуїн. Іван Асен II, маючи віддалену спорідненість з Болдуїном, в надії на регентство пообіцяв звільнити для Болдуїна землі, зайняті ворогами, тобто східну частину Епірського деспотату.
У 1230 році побоювання Івана щодо нападу Епіра на Болгарію підтвердились, і військо Теодора Комніна вторглося до Болгарії. Дві армії зустрілися 9 березня 1230 року в битві під Клокотницею. Болгарський правитель проявив своє стратегічне і військове мистецтво у тому, що він зумів перемогти вороже військо, яке буле за чисельністю набагато більше ніж його. Комнін був ув'язнений разом із своєю сім'єю (потім був покараний осліпленням за спробу змови проти Івана), але полонених солдатів відпустили — майже безпрецедентний акт у військовій історії середньовічної Європи. Наслідком битви під Клокотницею стало те, що Епірський деспотат отримав залежність від Болгарського царства, і правителем у Салоніках був проголошений брат Теодора Комніна — Михайло II Комнін.
Але на відміну від договору, укладеного раніше з Болгарією, регентом Болдуїна став Іоанн де Бріенн, у минулому король Єрусалимського королівства. Тому Іван Асен II розірвав договір з Римською церквою і скасував діяльність Тирновського архієпископа Василя, який був настроєний проримськи. У відповідь на це папі Григорію IX вдалося переконати угорського короля Андрія II напасти на Болгарію. Угорці зайняли Белград і Бранічево, але були швидко розбиті болгарськім військом. Болгарія вступила в союз з новим сербським королем Стефаном Владиславом I і був укладений династичний шлюб між дочкою Івана Асена II і Владиславом. Цар повернувся до рішення справи з латинянами. Болгарія і Нікейська імперія почали вести переговори про спільні дії проти Латинської імперії. Іван Асен шукав вирішення цього питання у створенні незалежної Болгарської патріархії. Нікейський імператор (спадкоємець візантійського престолу) Іоанн III Дука Ватац навіть бачив союз з Болгарією задля можливості осади Костянтинополя військами обох країн. Був укладений династичний шлюб між дочкою Івана Асеня II Оленою (яка раніше була заручена з Болдуіном II) і спадкоємцем Нікейського престолу Феодором ІІ Ласкарісом. На соборі в Лампсаці (у той час знаходився в Нікеї) архієпископ Іоаким I був проголошений патріархом болгар. У 1235 році Константинополь був обложений, але ця облога не дала результату.
Після смерті Іоанн де Бріенна Іван Асен II розірвав договор з Нікейською імперією і сподівався, що має зайняти місце імператора Латинської імперії. Болгари та латиняни уклали договір проти Нікейської імперії. Була взята в облогу фортеця Цурулум, але під час облоги Іван Асен II дізнався, що його дружина і патріарх померли від чуми. Іван Асен II вважав, що це нещастя було божою карою, і знову уклав договір з Нікейською імперією. За кілька років до своєї смерті Іван Асен II одружився з племінницею Теодора Комніна — Іриною Комніною. Болгарський цар помер у 1241 році, і з його смертю прийшов кінець розквіту Другого болгарського царства.

## Влада та управління
В багатьох випадках зразком для болгарської влади та суду була Візантійська імперія. Верховна влада в країні належала царю, офіційний титул якого звучав так: «Христом Богом Імператор і Самодержець усіх болгар», іноді з додаванням «Романів» (тобто візантійських греків) і волохів. Значення також мало те, що він був царем всього болгарського народу, навіть тих болгар, що перебували за межами держави. Законодавча та виконавча влада була зосереджена в руках правителя. Якщо спадкоємець правителя був неповнолітнім, його регентом призначали матір.
До Ради бояр, яка також називалася Сінкліт (грец. Synklētos — сенат), входили бояри і Патріарх. Її завданням було обговорити важливі питання, що стосувалися зовнішньої та внутрішньої політики, такі як, зокрема, оголошення війни, формування союзу або укладення миру. Останнє слово завжди належало царю. Іноді збирали ради, на яких дворянство, духовенство та інші представники вищого рангу зазвичай обговорювали та засуджували єресі. Такі ради відбулись у 1211, 1350 та 1360 рр.

### Адміністративний поділ
Основною адміністративною одиницею в XIII–XIV століттях була хора (хорá), яку замінили комітати, на які було поділено Перше Болгарське царство. Її керівник називався князем або кефалієм (грец. kephalē — голова) якого, як правило, призначав цар. Хора була розділена на катепанати (грец. katepanikon), які перебували під владою катепанів, і які безпосередньо підпорядковувались князям.

## Економіка

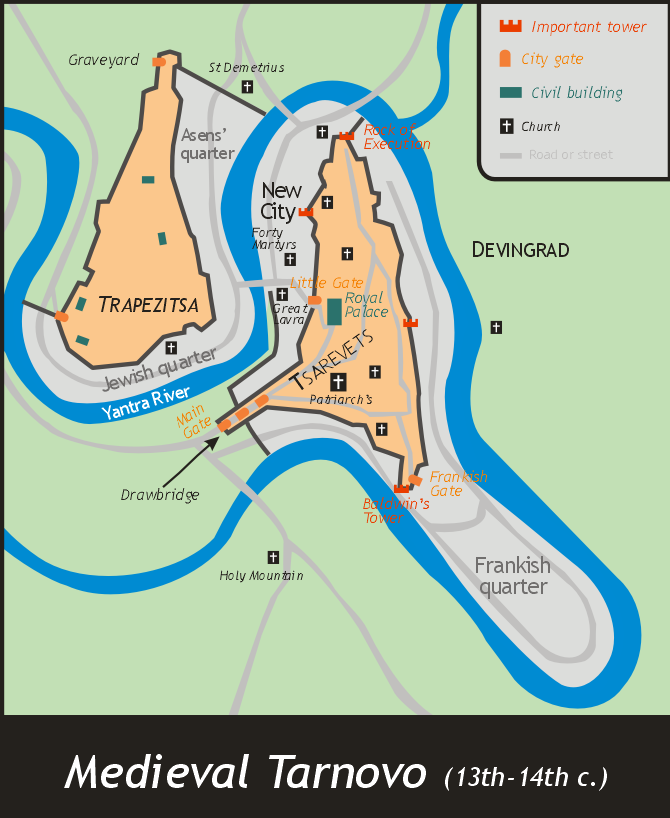
Мапа середньовічного Тирново

Болгарська середньовічна економіка не сильно відрізнялася від економіки інших країн Східної Європи і складалася в основному з сільського господарства, гірничодобувної промисловості, традиційних ремесел і торгівлі.

### Сільське господарство
Основні сільськогосподарські райони країни були розташовані на Дунайських рівнинах і у Фракії. Серед зернових найпоширенішими були пшениця, ячмінь і просо. З XIII століття виросло значення вирощування овочів і фруктів, зокрема винограду. Основні виноробні райони були розташовані на Чорноморському узбережжі, вздовж Струми, на півдні Македонії. Було добре розвинене тваринництво, зокрема розведення овець, свиней і великої рогатої худоби. Пасовища були розділені на дві групи: зимові пасовища (долини) і літні пасовища (гори). У XIV столітті прибутковими галузями стали бджільництво і шовківництво.
Усі ліси в країні були розділені на два типи: ліси для вирубки (болг. бранища) і охоронювані ліси (болг. забели), в яких вирубка була заборонена.

### Металургія та ремесла
У XII-XIV століттях почала швидко розвиватися металургія та гірничодобувна промисловість. В Болгарії виробляли різноманітне устаткування, зокрема молотки, плоскогубці, сокири, пили, верстати, а також різне озброєння. У XIII ст. саксонські шахтарі, які зробили добування руди більш ефективним і впровадили нові методи видобутку, прибули у Західну Болгарію. Вони населяли переважно регіони Чипровці і Кюстенділ. Також були відкриті золоті копальні в Родопських горах.
У середньовічній Болгарії були відомі близько 50 різних видів ремесел, найважливішими з яких були обробка шкір, виготовлення взуття, столярних виробів, ткацтво, виробництво продуктів харчування та напоїв (хліб, масло, олія, сир, вино тощо). Основними торговельними центрами були міста Тирново, Червен, Софія.

## Друге болгарське царство у 1241—1300 роках

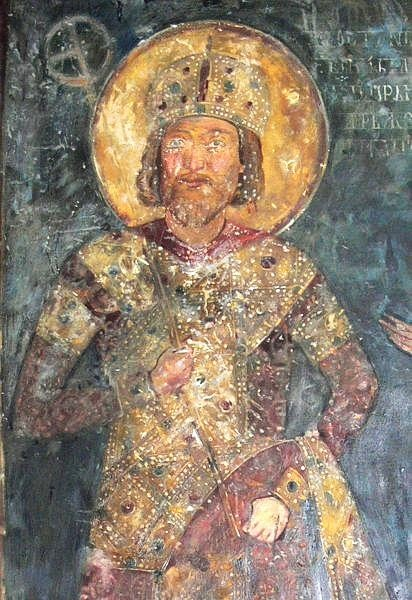
Костянтин I Асен (1257—1277)

Після смерті Івана Асеня II аж до остаточного захоплення Болгарії Османською імперією, на престол вступають слабкі правителі. Болгарське царство ніколи більше не було дієвим фактором на Балканському півострові і значно ослабло. У 1242 році Болгарія потрапила під монгольську навалу і змушена була платити данину Орді. Під тиском сусідів Болгарія втратила частину своїх земель. Візантія відвоювала Македонію та Північну Фракію, угорці — Белград. Поступово відокремилась Валахія і титул правителів Другого Болгарського царства скоротився з «царя Валахів і Болгар» до лише «царя Болгар».
До кінця XIII століття в результаті воєн і внутрішніх чвар Болгарія ослабла настільки, що в 1299 році син хана Ногая — Чака став ненадовго царем Болгарії. Проте хан Токта, що зайняв місце Ногая, через рік разом з військом вторгся в Болгарію. В результаті повстання під керівництвом Святослава, сина скинутого царя Георгія I Чака був убитий, і його голову відправили хану Токта. За це татари були настільки вдячні, що назавжди перестали здійснювати набіги в болгарські території, і данина була знята.
Правителі
- Коломан I Асен (1241—1246)
- Михайло I Асен (1246—1256)
- Коломан II Асен (1256)
- Міцо Асен (1256—1257)
- Костянтин I Асен (1257—1277)
- Івайло (1277—1279)
- Іван Асен III (1279)
- Георгій I Тертер (1280—1292)
- Смілець (1292—1298)
- Іван IV Смілець (1298—1300, спірно)

## Друге болгарське царство у 1300—1323 роках
- Чака (1300)
- Феодор Святослав Тертер (1300—1321/2)
- Георгій II Тертер (1321/2-1323)

## Друге болгарське царство у 1323—1422 роках
- Михайло I Шишман (1323—1330)
- Іван Стефан (1330)
- Іван Александр (1331—1371) — Друге болгарське царство за часів правління Івана Олександра стрімко відновилося від іноземного вторгнення і громадянської війни. Наступний період став Золотим Століттям для середньовічної болгарської культури, і істотна кількість художніх творів пережило руйнівну дію часу.
- Іван Шишман (1371—1395; цар Тирновського царства)
- Іван Срацимир (1356—1396; цар Видинського князівства)
- Костянтин II Асен (1396—1422; цар Видинського князівства)

## Добруджанське князівство (1325—1397)
- Балік (? — 1366)
- Добротиця (1366—1385)
- Іванко (1385—1397)

## Період падіння Другого болгарського царства

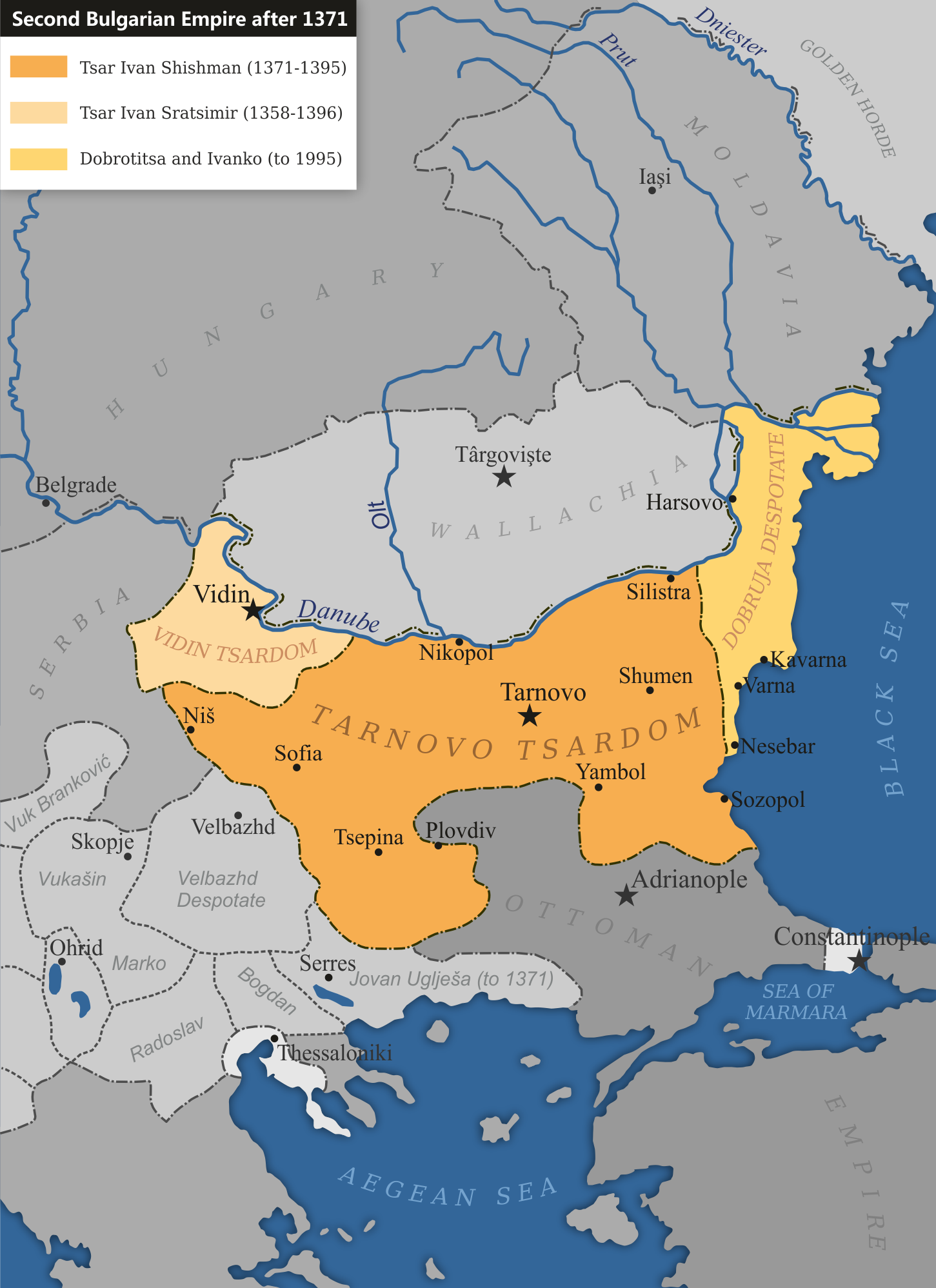
Болгарія після правління Івана Олександра (1371)

В цей період Друге болгарське царство було поступово завойоване Османською імперією. Найважливіші дати:
- 1371 — Битва при Черномені
- 1389 — завоювання Софії
- 1395 — падіння Добруджанського князівства
- 1393 — падіння Тирновського царства
- 1396 — битва при Нікополі
- 1396/1422 — падіння Видинського князівства

Після падіння Видинського князівства Болгарія перестала існувати на п'ять століть.
Цікавим є факт, що після падіння Болгарського царства, незважаючи на повний контроль османів, номінально владу в Болгарії зберігав цар.
Протягом усього періоду панування Османської імперії болгарський герб офіційно використовували. Він був частиною офіційної угорської геральдики, а болгарський коронацйний прапор постійно використовували в процесі помазання і коронації нового монарха.